# تشارلز بي. ستيوارت (ضابط)
تشارلز بي. ستيوارت (بالإنجليزية: Charles B. Stuart)‏ هو ضابط أمريكي، ولد في 4 يونيو 1814 في Sullivan, New York ‏ في الولايات المتحدة، وتوفي في 4 يناير 1881 في كليفلاند في الولايات المتحدة بسبب غنغرينا.